# Агоракрит
Агоракрит (др.-греч. Ἀγοράκριτος) — древнегреческий скульптор и литейщик.
Родом с острова Парос, любимый ученик Фидия, работавший в 436—424 годах до н. э. Известен, между прочим, состязанием своим с Алкаменом в деле изваяния статуи Афродиты. Оказавшись побеждённым на этом состязании, Агоракрит переделал свою статую, прибавив к ней надлежащие атрибуты, в Немезиду и принёс её в дар храму в Рамнунте. Как о двух несомненных произведениях этого художника, Павсаний упоминает о бронзовых статуях Афины-Итонии и Зевса, находившихся в храме Афины, в Коронее.